# 아스맛족

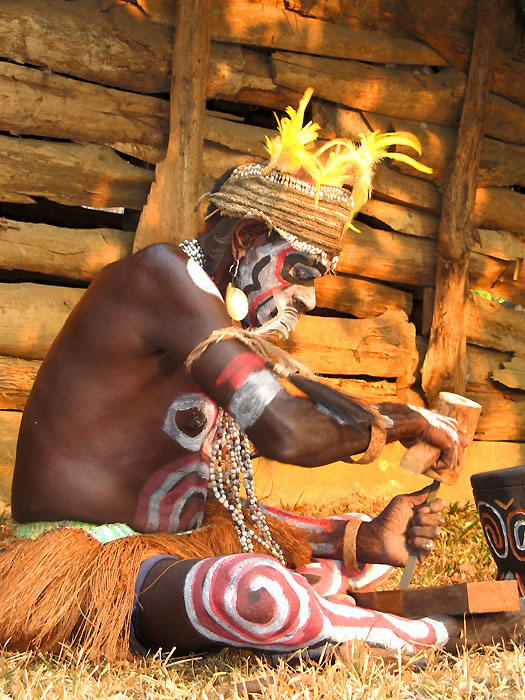
아스맛족 목각가

아스맛족(Asmat)은 뉴기니섬의 한 민족으로, 인도네시아령 남파푸아주에 거주한다. 아스맛족은 아라푸라해와 접한 섬의 남서쪽 해안 지역에 거주하는데, 그 면적은 약 18,000km²에 달하며 맹그로브, 조수 습지, 담수 습지, 저지대 우림으로 이루어져 있다.
아스맛족의 영토는 아태 지역 내 최대의 보호구역이자 세계문화유산인 로렌츠 국립공원(Lorentz National Park)의 내외에 걸쳐 있다. 2020년 기준 총 인구는 약 11만 명으로 추산된다. 이들은 태평양에서 가장 유명한 목각(木刻) 기술을 가지고 있다.

## 같이 보기
- 파푸아인
- 아스맛어군